# Осінній подарунок фей
«Осінній подарунок фей» (рос. «Осенний подарок фей») — білоруський радянський художній фільм 1984 року режисера Володимира Бичкова за казкою Ганса Крістіана Андерсена «Калоші щастя».

## Сюжет
Одного разу юна Фрекен отримала в подарунок від Феї Щастя чудові калоші, здатні виконувати всі бажання свого господаря. Потім калоші побували у самих різних людей, виконували всі їхні бажання, але щасливими робили тільки тих, хто не гребував праці і служив добру, про що застерігала свого часу Фею Щастя мудра Фея Суму.

## У ролях
- Лія Ахеджакова
- Валентин Нікулін
- Віталій Котовицький
- Анатолій Равикович
- Євген Стеблов
- Ян Пузиревський
- Борислав Брондуков
- Катерина Васильєва
- Ольга Білявська
- Георгій Мілляр
- Михайло Свєтін
- Валентин Букін
- Ігор Дмитрієв
- Володимир Січкар
- Станіслав Садальський
- Марія Суріна
- Олена Шабад

## Творча група
- Сценарій: Володимир Бичков, Анатолій Галієв
- Режисер: Володимир Бичков
- Оператор: Володимир Калашников
- Композитор: Євген Крилатов